# Trigonotis cinereifolia
Trigonotis cinereifolia är en strävbladig växtart som beskrevs av C. J. Wang. Trigonotis cinereifolia ingår i släktet Trigonotis och familjen strävbladiga växter. Inga underarter finns listade i Catalogue of Life.